# 囲碁界の2017年
囲碁界の2017年は囲碁界の2017年をまとめる。2017年には、日本・中国・韓国における主要タイトル戦や国際棋戦、さらには囲碁AIとトップ棋士が対局した「Future of Go Summit」など、伝統と最先端が交錯する多様な出来事が展開された。これらの動向は、囲碁の歴史における新たな一章を画するものであった。
世界棋戦（全棋士出場）と七大タイトルは太字にしている。

## 1月
- 4日、2016利民杯世界星鋭最強戦で中国・羋昱廷が優勝。
- 20日、日本と台湾の若手による交流戦、2017台湾精鋭VS.日本精鋭交流戦開幕。
- 29日、第5回CCTV賀歳杯日中韓新春争覇戦で日本から井山裕太九段(27)、中国は柯潔九段(19)、韓国は朴廷桓九段(24)が出場。井山が柯に勝利するも柯潔の優勝。

## 2月
- 8日、第21回LG杯世界棋王戦で党毅飛九段(22)が優勝。
- 21日、第5期韓国・英才戦で偰玄準三段(18）が優勝。
- 22日、第18期農心杯世界囲碁最強戦で韓国が優勝。
- 26日、日韓エキシビションマッチで李世乭が井山裕太に中押し勝ち。

## 3月
- 8日、第29期女流名人戦で藤沢里菜女流本因坊(18)が謝依旻女流名人(27)に2連勝し初の女流名人獲得。女流二冠となる。
- 9日、第29期中国・名人戦で連笑八段(22)が優勝。
- 10日、第41期棋聖戦で井山裕太棋聖が河野臨九段に4勝2敗を収め5連覇。名誉棋聖の称号を得る。
- 12日、第16期中国・西南王戦で楊鼎新五段(18)が優勝。
- 18日、第4回グランドチャンピオン戦で一力遼七段(19)が優勝。
- 19日、第64回NHK杯テレビ囲碁トーナメント戦で井山裕太六冠が初優勝。
- 21日、日本、中国、韓国の代表棋士と囲碁AI代表による初の囲碁世界戦「ワールド碁チャンピオンシップ」が開催。DeepZenGoが出場。朴廷桓九段(24)が3勝で優勝。
- 31日、一力遼七段が今年の中国甲級リーグに参加することを発表。参加するのは、名門の重慶チーム。日本からは2003年に王立誠九段、羽根直樹九段が参加して以来の甲級リーグ参加。

## 4月
- 13日、第31期中国・天元戦で連笑九段が天元位を奪取。
- 16日、日本棋院所属棋士が女流棋士1名を含む3名1組のチームを組む団体戦、第1回トライカップ プロ囲碁団体戦で謝ファミリー（平田智也七段、謝依旻女流三冠、本木克弥八段）が優勝。
- 21日、第55期十段戦で井山裕太十段が余正麒七段に3勝1敗で防衛。
- 23日、第4回グロービス杯世界囲碁U-20で韓国・申真諝七段が優勝。
- 25日、第3回イベロジャパン杯で大西竜平二段(17)が優勝。
- 27日、趙治勲名誉名人が史上初の公式戦通算1500勝（821敗3持碁4無勝負）を達成。
- 同日、日中韓世界囲碁レジェンド大会決勝で曹大元九段が小林光一名誉三冠に勝利し優勝。
- 同日、第9期台湾・海峰杯戦で陳詩淵九段が優勝。
- 29日、日中竜星戦エキシビジョンマッチでDeepZenGoが藤沢里菜女流本因坊に中押し勝ち。
- 同日、第3回日中竜星戦で羋昱廷九段が優勝。

## 5月
- 6日、第22期韓国・GS-caltex杯で安国鉉六段(24)が3勝2敗で優勝。
- 15日、第8回おかげ杯囲碁トーナメント戦で村川大介八段が優勝。
- 22日、第18期韓国・入神連勝最強戦で朴廷桓九段が優勝。
- 27日、囲碁の未来サミットでコンピュータ囲碁プログラムのAlphaGoが中国ランキング1位の柯潔九段に3連勝を収める。閉幕式において、中国囲碁協会よりAlphaGoにプロ九段称号が授与された[3]。

## 6月
- 6日、第7回黄龍士双登杯世界女子囲碁戦で韓国チームが優勝。
- 16日、第72期本因坊戦で本因坊文裕が本木克弥八段に4勝0敗で防衛。6連覇達成。
- 23日、第4回会津中央病院女流立葵杯で藤沢里菜女流二冠が謝依旻女流会津杯に2勝1敗で奪取。女流三冠となる。
- 26日、第11期春蘭杯・世界プロ囲碁選手権戦で檀嘯八段が優勝。
- 29日、依田紀基九段が通算1100勝達成（572敗2持碁2無勝負）。日本棋院史上12人目。

## 7月
- 5日、第16期台湾・天元戦で王元均天元(21)が防衛。
- 16日、第2回扇興杯女流囲碁最強戦で藤沢里菜女流本因坊が謝依旻扇興杯に勝利し優勝。女流四冠となる。
- 22日、第7回フマキラー囲碁マスターズカップで小林覚九段が4年ぶり2回目の優勝。
- 25日、第42期碁聖戦で井山裕太碁聖が山下敬吾九段に3連勝し防衛・6連覇達成。
- 26日、第8期中国・竜星戦で柯潔九段が優勝。
- 27日、第7期韓国・ペア囲碁最強戦で金美里三段&李映九九段が優勝。
- 同日、第7期台湾・十段戦で王元均九段(21)が十段位を奪取。
- 28日、第42期名人戦挑戦者決定リーグ戦で井山裕太六冠が挑戦権獲得。去年の名人位失冠から6タイトル全て防衛に成功し再び挑戦へ。
- 31日、第26期竜星戦決勝で芝野虎丸三段が最年少優勝（17歳8か月）。また、入段から2年11か月で全員参加棋戦のタイトル獲得となり、井山裕太六冠が持つ最短記録（3年6か月)も更新。さらにこの優勝で芝野は七段に昇段を決め、七段昇段の最短記録（坂井秀至八段 3年4か月）をも更新した。

## 8月
- 2日、第4回国手山脈杯国際囲碁大会で団体戦が中国、ペア碁は韓国が優勝。
- 10日、第7期台湾・女流名人戦で蘇聖芳三段が優勝。
- 14日、第9期台湾・新人王戦で許皓鋐三段(16)が優勝。
- 16日、世界ペア碁最強位戦で謝依旻六段・井山裕太九段ペアが決定戦の出場権獲得。
- 同日、第6期中国・象興杯CCTV戦で張涛六段(26)が優勝。
- 25日、第3期台湾・女流最強戦で黒嘉嘉七段が優勝。
- 31日、第43期天元戦挑戦者決定戦で一力遼七段が挑戦権獲得。一力は、王座戦五番勝負でも挑戦が決まっており、天元戦と王座戦の挑戦手合が同一カードになるのは史上初。

## 9月
- 4日、第73期本因坊戦で芝野虎丸七段が本因坊戦史上最年少リーグ入りを決めた（17歳9か月）。三大リーグでは一力遼の16歳9か月に次ぐ歴代2位記録。また、芝野は入段から3年0か月でのリーグ入りとなり史上最短記録となった（坂井秀至七段の3年1か月を更新）。
- 7日、第42期棋聖戦で許家元四段がSリーグに昇格決定。規定により七段昇段。
- 11日、第19期中国・阿含桐山杯戦で柁嘉熹九段(26)が優勝。
- 14日、中国甲級リーグで朴廷桓が21連勝達成。
- 17日、第29回テレビ囲碁アジア選手権で羅玄八段が初優勝。
- 21日、第43期碁聖戦で藤沢里菜三段が本戦入り。七大タイトル戦で女流棋士が本戦入りするのは9年ぶり。女流棋士史上9人目となる。
- 29日、第1期韓国・囲碁テレビ杯早碁戦で姜東潤九段が優勝。
- 30日、第1期中国女子囲碁精英戦で魯佳二段が優勝。

## 10月
- 2日、第42期新人王戦で芝野虎丸七段が2連勝で優勝。
- 5日、第61期関西棋院第一位決定戦で余正麒七段(22)が優勝。
- 7日、第24期阿含・桐山杯全日本早碁オープン戦で六浦雄太三段が初優勝。規定により七段に昇段。
- 15日、第4回おかげ杯国際新鋭対抗戦で中国チームが優勝。
- 17日、第42期名人戦で井山裕太六冠が高尾紳路名人に4勝1敗で名人を奪取。史上初となる2度目の七大タイトル独占を達成。
- 18日、第4回利民杯世界囲碁星鋭戦で柯潔九段が優勝。
- 同日、第13期産経プロアマトーナメント戦で古谷裕八段が優勝。

## 11月
- 9日、一力遼七段が第42期棋聖戦挑戦者になり、王座戦・天元戦・棋聖戦の挑戦手合で一力-井山裕太七冠となり史上初の3タイトル連続同カードとなった[4]。
- 10日、穹窿山兵聖杯世界女子囲碁選手権で崔精七段(21)が優勝。
- 20日、第65期王座戦で井山裕太王座が一力遼七段に3-0で勝利し防衛。3連覇。
- 23日、中国・建橋杯女子囲碁オープン戦で内廼偉九段が優勝。
- 24日、第43期天元戦で井山裕太天元が一力遼七段に3-0で勝利し防衛。3連覇。史上初の七大タイトル年間グランドスラム達成。
- 25日、第19期農心辛ラーメン杯世界囲碁最強戦で申旻埈六段が韓国棋士最高の6連勝を達成。
- 26日、第12回若鯉戦で李沂修七段が優勝。
- 28日、第13期台湾・国手戦で陳詩淵国手が林君諺七段(19)を3勝2敗で下し防衛。
- 同日、中国・第1期呉清源杯新秀戦で伊凌濤四段(17)が優勝。
- 29日、第36期女流本因坊戦で謝依旻六段が藤沢里菜女流本因坊(19)を3勝2敗で奪取。

## 12月
- 2日、甲級リーグで中信北京チーム（陳耀燁・柁嘉熹・鍾文靖・韓一洲・申旻埈）が優勝。
- 6日、第19期阿含桐山杯・日中対抗戦で柁嘉熹九段(26)が六浦雄太七段(18)に勝利。
- 7日、第22回三星財産杯世界囲碁マスターズ戦で辜梓豪五段(19)が唐韋星九段(24)を下し2勝1敗で優勝。
- 10日、AI竜星戦で中国の絶芸が優勝。日本のDeepZenGoは準優勝だった。
- 11日、第21期女流棋聖戦挑戦者決定戦で上野愛咲美初段が挑戦権獲得[5]。
- 22日、芝野虎丸七段が最多勝と最多対局の二部門で1位[6]。
- 27日、年末年始の対局結果・対局予定が発表。冬季スケジュール確定[7]。
- 28日、井山裕太名人が世界囲碁名人争覇戦出場を発表[8]。

## 2017年タイトル保持者

### 日本

#### 七大タイトル
| 棋戦   | 棋士         | 備考  |
| ------ | ------------ | ----- |
| 棋聖   | 井山裕太九段 | 5連覇 |
| 名人   | 井山裕太九段 |       |
| 本因坊 | 本因坊文裕   | 6連覇 |
| 王座   | 井山裕太九段 | 3連覇 |
| 天元   | 井山裕太九段 | 3連覇 |
| 碁聖   | 井山裕太九段 | 6連覇 |
| 十段   | 井山裕太九段 | 2連覇 |

| 棋戦        | 棋士         |  |
| ----------- | ------------ |  |
| NHK杯       | 井山裕太九段 |  |
| 竜星戦      | 芝野虎丸三段 |  |
| 阿含･桐山杯 | 河野臨九段   |  |
| マスターズ  | 小林覚元棋聖 |  |
| 新人王戦    | 芝野虎丸七段 |  |

##### 女流棋戦
| 棋戦       | 棋士         |       |
| ---------- | ------------ | ----- |
| 女流本因坊 | 謝依旻六段   |       |
| 女流名人   | 藤沢里菜三段 |       |
| 女流棋聖   | 謝依旻六段   | 5連覇 |
| 女流立葵杯 | 藤沢里菜三段 |       |
| 扇興杯     | 藤沢里菜三段 |       |

### 国際戦
| 棋戦           | 棋士       | 齢 |
| -------------- | ---------- | -- |
| 三星火災杯     | 辜梓豪五段 | 19 |
| LG杯世界棋王戦 | 党毅飛九段 | 22 |
| 春蘭杯         | 檀嘯八段   | 24 |
| Mlily夢百合杯  |            |    |
| TVアジア選手権 | 羅玄八段   | 22 |

#### 女子
| 棋戦         | 棋士     | 齢 |
| ------------ | -------- | -- |
| 穹窿山兵聖杯 | 崔精七段 | 21 |

### 中国戦
| 全国囲棋個人戦 |          |       |
| 名人戦         | 連笑八段 | 3連覇 |
| 天元戦         | 連笑九段 |       |

| 甲級リーグ戦 | 陳耀燁 | 柁嘉熹 | 鍾文靖 | 韓一洲 | 申旻埈 |

### 韓国
| 棋戦  | 棋士   |  |
| ----- | ------ |  |
| 棋王  |        |  |
| GS杯  | 安國鉉 |  |
| SBS杯 | 朴廷桓 |  |
| TV杯  | 姜東潤 |  |

| 韓国リーグ |

### 台湾
| 棋戦 | 棋士   |  |
| ---- | ------ |  |
| 国手 | 陳詩淵 |  |
| 天元 | 王元均 |  |